# Richard B. Connolly
Pour les articles homonymes, voir Connolly.
Richard Barrett Connolly (1810, Dunmanway - 30 mai 1880, Marseille) est un homme politique américain.

## Biographie
Richard Barrett Connolly s'installe à New York en 1826 et devient commis d'escompte de la Bank of North America, puis de la Central National Bank (en).
Membre du Tammany Hall, il est greffier du comté de New York de 1853 à 1858 et membre du Sénat de l'État de New York de 1860 à 1863.
Il est élu à New York City Comptroller (en) en 1867 et devient membre du "Tweed Ring". Il est renommé City Comptroller par le maire A. Oakey Hall (en) en tant que contrôleur de la ville en vertu de la « Charte de Tweed » et est resté en fonction jusqu'à sa démission le 18 novembre 1871. Il quitte les États-Unis en 1872 et s'installe à l'étranger.
Marié à Maria Schenek Townsend (1816-1879), fille de John Townsend, d'une famille new-yorkaise, il est le père de John Townsend Connolly, colonel d'état-major fédéral (père de Claire Croiza), et le beau-père du major Joel Adams Fithian, fondateur du Montecito Country Club (dont une fille épousera Chester Alan Arthur II (fils du président Chester Alan Arthur et d'Ellen Lewis Herndon Arthur) et une autre épousera le comte Arthur de Gabriac).

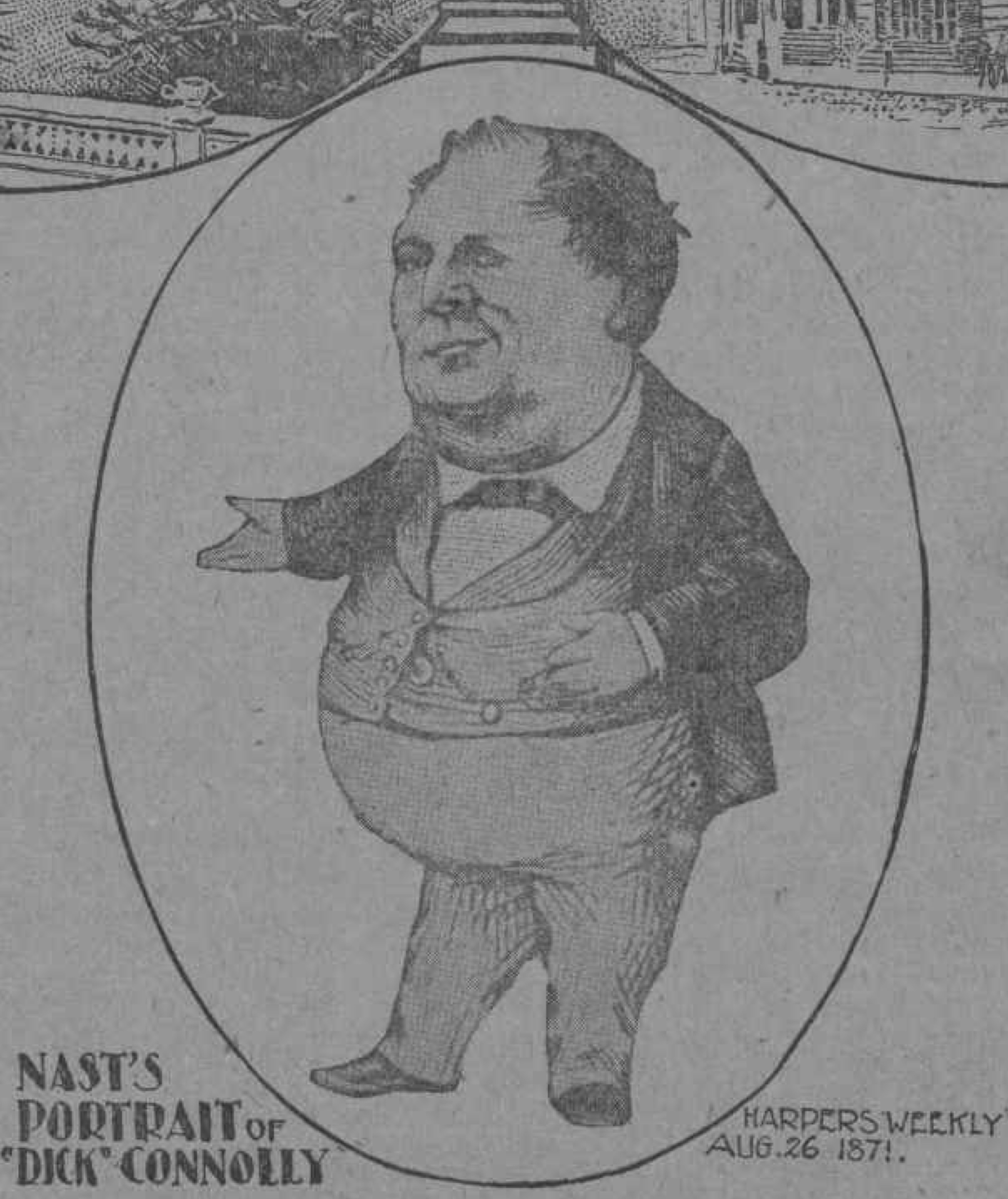
Nast's Portrait of "Dick" Connolly (Harper's Weekly, 26 août 1871)
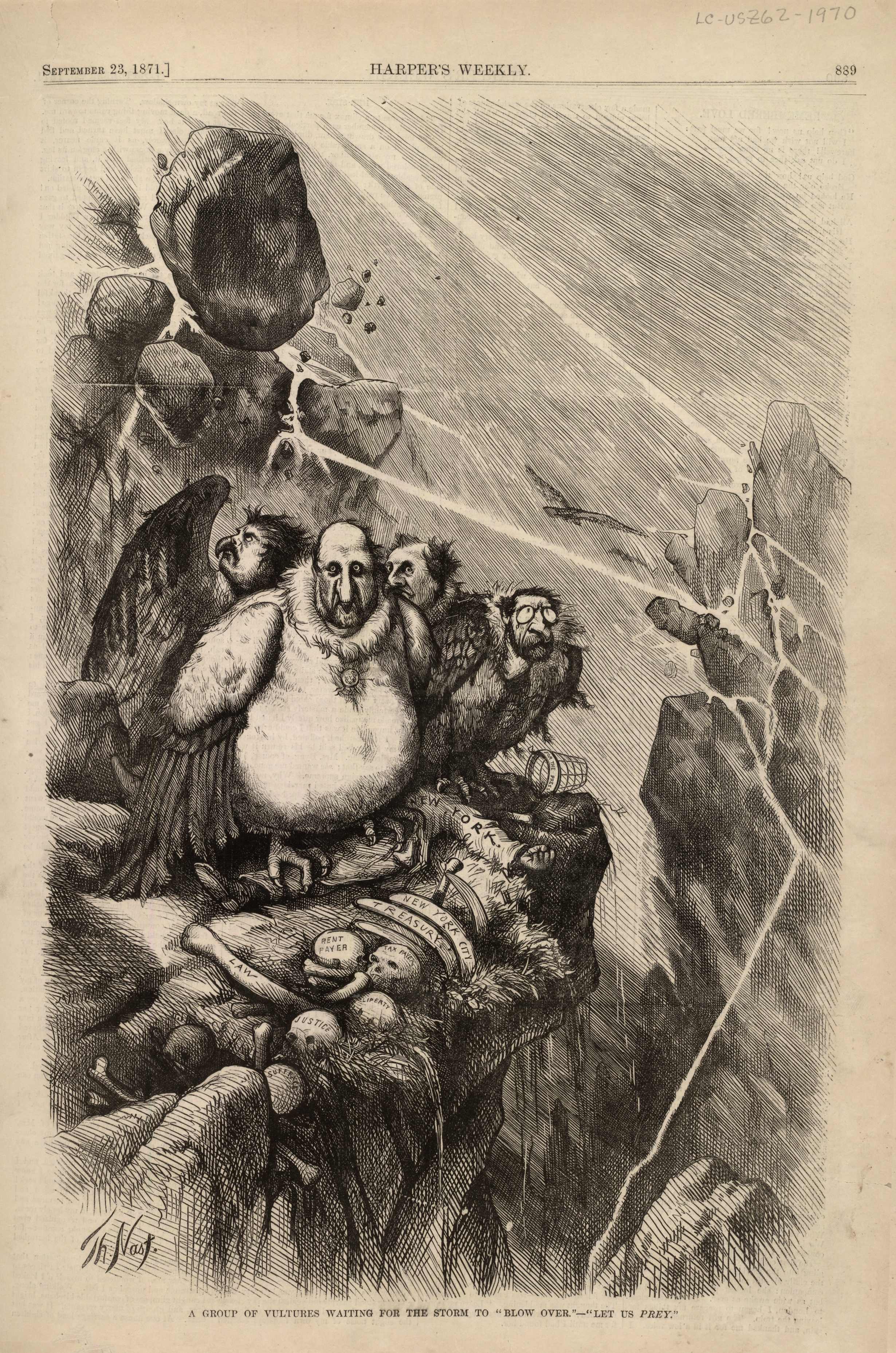
Nast caricature of Boss Tweed (Harper's Weekly, 23 septembre 1871)

## Sources
- William D. Murphy, Biographical Sketches of the State Officers and Members of the Legislature of the State of New York, 1861